# Kerkhof van Colleville-sur-Mer
Het Kerkhof van Colleville-sur-Mer is een gemeentelijke begraafplaats gelegen in de Franse gemeente Colleville-sur-Mer (departement Calvados). Ze ligt rond de " Église Notre-Dame de l'Assomption " op 100 m ten westen van het gemeentehuis.

## Brit oorlogsraf
Op het kerkhof ligt het graf van Hector Jack Raymond Barrow, een Britse sergeant en piloot bij de Royal Air Force Volunteer Reserve. Op 28 november 1940 werd zijn Hawker Hurricane boven zee neergeschoten door een Duitse Messerschmitt Bf 109. Zijn lichaam spoelde aan op het strand van Colleville-sur-Mer waar hij werd begraven. Zijn graf wordt onderhouden door de Commonwealth War Graves Commission en is daar geregistreerd onder Colleville-sur-Mer Churchyard.